# ان رپ
ان رپ (انگلیسی: Anne Rapp) فیلم‌ساز، فیلم‌نامه‌نویس و منشی صحنه آمریکایی است. او از سال ۱۹۸۱ روی بیش از پنجاه فیلم بلند کار کرده و با رابرت آلتمن در دهه آخر فعالیت آلتمن همکاری می‌کرد.